# Makana Football Association
Die Makana Football Association war ein Fußballverband mit eigenem Ligaspielbetrieb, der in Südafrika während der Zeit der Apartheid von Gefangenen auf der Gefängnisinsel Robben Island organisiert wurde. Sie wurde im Juni 1969 gegründet, nachdem den Insassen vier Jahre zuvor das Fußballspielen erlaubt worden war und in der Folge erste Mannschaften entstanden waren. Benannt war sie nach einem legendären Xhosa-Krieger, der im 19. Jahrhundert nach Robben Island verbannt worden war.
Der Verband bestand bis zum Jahr 1991, in dem nach dem Ende der Apartheid das auf der Insel bestehende Hochsicherheitsgefängnis für politische Gefangene aufgelöst wurde.

## Organisation
Für die von der Makana Football Association organisierten Spiele war das Regelwerk des Weltfußballverbandes FIFA verbindlich. Der Spielbetrieb wurde in drei Divisionen durchgeführt, die Spiele fanden an neun Monaten im Jahr in der Regel an Sonnabenden statt. Neben verschiedenen Mannschaften, von denen die meisten politische Organisationen wie den African National Congress und den Pan Africanist Congress (PAC) repräsentierten, übernahmen die Gefangenen auch Aufgaben wie Trainer, Schiedsrichter und Sanitäter sowie die für einen Spielbetrieb notwendigen organisatorischen Funktionen. Die notwendige Ausrüstung einschließlich der Sportkleidung wurde entweder von den Gefangenen selbst gebaut beziehungsweise beschafft oder von der Gefängnisleitung zur Verfügung gestellt.

## Spieler
Zu den prominentesten Spielern zählten unter anderem der ehemalige ANC-Vorsitzende und südafrikanische Staatspräsident Jacob Zuma und der spätere Minister für Siedlungswesen Tokyo Sexwale sowie Mosiuoa Gerard Patrick Lekota, der von 1999 bis 2008 als Verteidigungsminister Südafrikas fungierte, und Dikgang Moseneke, der von 2005 bis 2016 stellvertretender Vorsitzender Richter am südafrikanischen Verfassungsgericht war.

## Auszeichnungen
Als erstem Verband in der Fußballgeschichte wurde ihm 2007 die FIFA-Ehrenmitgliedschaft verliehen. Mit dem Titel More Than Just A Game erschien im gleichen Jahr eine Verfilmung der Geschichte des Fußballspielbetriebs auf Robben Island. 2008 erhielt der Fußballverband den Order of Ikhamanga in Silber.